# Pedrarias Dávila
Pedrarias Dávila (Pedro Arias Dávila), född omkring 1440 i Segovia, död 6 mars 1531 i León i Nicaragua var en spansk conquistador och kolonisatör. Han ledde den första spanska expeditionen i den Nya världen.
Dávila gifte sig med en väninna till drottning Isabella I av Kastilien och arbetade under en period i Europa. Han var officer i kriget mot morerna i Emiratet av Granada och i Nordafrika. 1514, när han var nästan 70 år gammal utsågs han av Ferdinand II av Aragonien till kommendör för den största spanska expeditionen (19 fartyg och 1 500 man) som dittills hade sänts till Amerika. Han nådde Santa Marta i Colombia. Därefter gick han vidare till Santa María la Antigua del Darién i Panama där upptäckaren av Stilla havet, Vasco Núñez de Balboa, styrde. Pedrarias ersatte honom, lät honom gifta sig med Pedrarias dotter och lät senare mörda honom. En annan av Pedrarias döttrar, som föddes då han var äldre, gifte sig med hans lojale löjtnant, den framgångsrike conquistadoren och olycksalige upptäckaren Hernando de Soto.
1519 grundade Pedrarias Panama City och flyttade sin huvudstad dit 1524, då han övergav Darién. Han sände Gil González Dávila norrut på upptäcktsresa och 1524 skickade han ytterligare en expedition, då med Francisco Hernández de Córdoba.
Han var en av parterna i den ursprungliga överenskommelsen med Francisco Pizarro och Diego de Almagro som innebar upptäckten av Peru, men han drog sig tillbaka 1526, mot en liten kompensation efter att ha tappat tron på utkomsten. Samma år ersattes han av Pedro de los Ríos som guvernör över Panama, och åkte då till León i Nicaragua, där han utsågs till guvernör 1 juli 1527. Där bodde han fram till sin död 1531.
Pedrarias hade ett rykte som en opålitlig man som var ond och utan skrupler, men genom sitt grundande av Panama, skapade han basen för upptäckten av Sydamerikas västkust och den spanska erövringen av Peru.